# フォルマシオン・ミュジカル
フォルマシオン・ミュジカル（フランス語: formation musicale）は、フランスで行われている新しいソルフェージュのことである。従来のソルフェージュは、聴音と新曲視唱が中心であったが、このフォルマシオン・ミュジカルでは、大作曲家の作品を教材にして、聴音、読譜、リズム、音程練習、移調練習、楽曲分析、音楽理論、音楽史などに触れ、音楽家が身につけるべき真の教養を目指す内容となっている。
フォルマシオン・ミュジカルのテキストの日本語版としては、フランスの大手楽譜出版社であるA.ルデュック (A.Leduc) 社から出版されている、ミシェル-オディル・ジロー著『シューベルトを歌いながら学ぼう』（全3巻、舟橋三十子・丸山弓子共訳、細野孝興監修）、『モーツァルトを歌いながら学ぼう』（全2巻、舟橋三十子・小鍛治邦隆共訳、細野孝興監修）、『シューマンを歌いながら学ぼう』（全4巻、舟橋三十子訳、細野孝興監修）などがよく知られている。
また初心者向けのテキストには、同社から出版されている、ジャン-ピエール・クーロ著『音楽家への第一歩』（全8巻、舟橋三十子訳、細野孝興監修）がある。